# FK Delijski Vis
Fudbalski klub Delijski Vis je fudbalski klub iz Niša u Srbiji. Trenutno se takmiči u Zoni Centar.
U svojoj ne tako dugoj istoriji fudbalski klub Delijski Vis vrlo brzo je napredovao i iz Druge Niške lige, plasirao se u Prvu Nišku ligu, gde se trenutno takmiči. 
Osnovu prvog tima čini niz igrača koji su u klubu još od njegovog osnivanja. Pored njih godinama unazad, praksa je, da u prvi tim ulaze igrači iz omladinskih selekcija kluba.
Fudbalski klub Delijski Vis svoje utakmice kao domaćin igra na „Stadionu na Delijskom Visu“. Pored glavnog terena, u blizini nalazi se i pomoćni teren na kojem treniraju prvi tim i omladinske selekcije.
Paralelno sa razvojem prvog tima, uspešno razvija se i škola fudbala „Delijski Vis“. U generacijama petlića i kadeta, stvarani su fudbaleri za budućnost ovog fudbalskog kluba.

## Spoljašnje veze
- Profil na srbijasport.net